# Département Ems
Das Département Ems war ein Département in dem von 1806 bis 1813 bestehenden, rechtsrheinisch gelegenen Großherzogtum Berg. Präfekt war zunächst Graf Spee und vom 1. Mai 1809 an Karl Josef von Mylius (Präfekt ad interim). Am 1. Januar 1811 wurde das Département Ems, das nunmehr zu Frankreich gehörte, in Département de l’Ems-Supérieur umbenannt, wobei drei seiner südlichsten Kantone abgetrennt und dem Département Ruhr zugeteilt wurden. 
Es wurde gebildet aus dem ehemaligen Niederstift Münster, aus den Grafschaften Bentheim (mit der Herrlichkeit Lage), Horstmar, Steinfurt, Rheina-Wolbeck, Tecklenburg und Lingen. 
Das im Norden des Großherzogtums gelegene Departement war flächenmäßig mit 88 Quadratmeilen das größte, mit 210.000 Einwohnern jedoch vergleichsweise klein. Der einzige bedeutende Ort des ansonsten strukturschwachen und als kaum administrativ empfundenen Departements war seine Hauptstadt Münster.
Durch die Einverleibung Norddeutschlands in das französische Kaiserreich nördlich der Linie Wesel–Münster–Minden–Lauenburg 1810, die Napoleon zur Durchsetzung der Kontinentalsperre gegen Großbritannien vollzog, wurde der Großteil des Departements bereits wieder vom Großherzogtum getrennt und nun französisch. Nur drei Kantone seiner südlichen Ausläufer verblieben beim Großherzogtum und wurden mit dem Département Ruhr verbunden. Das Großherzogtum umfasste jetzt nur noch drei seiner vier Departements.
Das Département Ems umfasste ab dem Zeitpunkt seiner Gründung die drei Arrondissements Münster, Coesfeld und Lingen.
- Arrondissement Münster mit den Kantonen: St. Mauritz, Greven, Telgte, Lengerich, Warendorf und Sassenberg
- Arrondissement Coesfeld mit den Kantonen: Billerbeck, Horstmar, Ochtrup, Rheine und Bentheim

Unterpräfekt wurde Clemens Wenzel Freiherr von Oer zu Nottbeck.
- Arrondissement Lingen mit den Kantonen: Nordhorn, Emlingkamp (Emlichheim), Freren, Ibbenbüren und Tecklenburg